# Tumerepedes flava
Tumerepedes flava is een vlinder uit de familie van de Lycaenidae. De wetenschappelijke naam van de soort is voor het eerst geldig gepubliceerd in 1913 door Bethune-Baker. Het geslacht bestaat uit slechts één soort, Tumerepedes flava, de Nigeriaanse buff, die voorkomt in het noorden van Nigeria. Het leefgebied bestaat uit rivierbossen.